# In Tour
 (novembre 2017).
Si vous disposez d'ouvrages ou d'articles de référence ou si vous connaissez des sites web de qualité traitant du thème abordé ici, merci de compléter l'article en donnant les références utiles à sa vérifiabilité et en les liant à la section « Notes et références ».
In tour est une série télévisée italienne de 2011, adaptée par La Gira, une série créée à l'origine par Disney Channel Spain, diffusée pour la première fois à partir du 13 mai 2011 sur Disney Channel. 
Les protagonistes de la série sont les deux lauréats de l'émission de talent My Camp Rock dans la version italienne, Martina Russomanno et Arianna Costantin et avec le débutant Ruggero Pasquarelli. Le tournage de la deuxième saison s'est terminé le 28 février 2012, tandis que la deuxième saison a été diffusée sur Disney Channel à partir du 24 septembre 2012.
Il existe également une version néerlandaise de la série intitulée On Tour.

## Personnages

### Pops
- Catherine, jouée par Martina Russomanno. Elle a 14 ans et est le leader du groupe. Elle peut être considérée comme une véritable machine de scène parce qu'elle aime la musique et nous permet de donner le meilleur d'elle-même dans des performances époustouflantes. Tous les jours, elle a un look décontracté et tendance, tandis que sur la scène elle a un look impeccable et la dernière mode. Elle est toujours connecté avec ses fans, mettant constamment à jour les blogs Pops avec son agenda électronique.
- Alice, jouée par Arianna Costantin. Elle a 16 ans et est l'autre chanteuse pop. Elle est sincère, optimiste et très créatif. a une vision de toute sa vie: insouciante, positive et légère. Elle cherche toujours le look parfait pour la représenter. Elle est amoureuse de Tom et, pour cette raison, ne supporte pas Vanessa.
- Tom, joué par Ruggero Pasquarelli. Il a 17 ans et est le seul chanteur Pops. Tout est facile pour lui, mais il est pauvre et désordonné. Seulement sur scène est engagé à en donner le maximum. Il reste silencieux dans toutes les situations, et pendant que Catherine va paniquer et Alice fait les propositions les plus horribles, c'est lui qui a les meilleures idées. Il est grandement apprécié par les fans du groupe.

### Diamants roulants
- Lenny, joué par Andrea Pisani. Elle a 24 ans et est le leader du groupe de soutien, de la guitare et de la voix. Elle pense qu'elle est une grosse rockstar mais elle est juste arrogante et présomptueuse.Elle porte ses robes à plumes et ses rockers emballés par sa mère. Elle a une grande amitié avec Fil, un garçon simple et un peu distrait.
- Ricky, joué par Giaime Mula. Il a 16 ans et est le frère cadet de Lenny. Elle est éveillée et décontractée et elle est consciente que leur groupe sera toujours floppy. Admirer les Pops, il aime rester avec eux et est amoureux de Catherine.
- Fil, joué par Luca Peracino. Il a 23 ans et est le bassiste du groupe. C'est un grand ami de Lenny. Des trois est le plus stupide, pour cette raison, il est facilement influencé et fait tout ce que Lenny lui dit.

### Personnages secondaires
- Raffaele Bosetti, joué par Alessandro Betti. Elle a 40 ans et dirige les deux groupes. Bien qu'il n'ait ni talent ni préparation, il est obligé de suivre les traces de sa mère, la célèbre maison de disques Mara Bosetti. Il est appelé par les garçons Boss.
- Giulia, joué par Alessandra Ierse. Il a trente-deux ans et est le chorégraphe et entraîneur personnel de Pops, alternant des moments de «terreur» et d'irrésistibles avec de jeunes artistes.
- Vanessa, joué par Valeria Badalamenti. Il est un super fan de Tom et il a aussi fondé un Fan Club en son honneur.

## Épisodes
| Saison          | Épisodes | Première diffusion à la télévision italienne |
| --------------- | -------- | -------------------------------------------- |
| Première saison | 24       | 2011                                         |
| Deuxième saison | 22       | 2012                                         |